# Albert Sélonier
 (juin 2014).
Si vous disposez d'ouvrages ou d'articles de référence ou si vous connaissez des sites web de qualité traitant du thème abordé ici, merci de compléter l'article en donnant les références utiles à sa vérifiabilité et en les liant à la section « Notes et références ».
Albert-Joseph Sélonier (Montereau, 24 janvier 1858 - Paris, 30 septembre 1926) est un architecte français. Disciple de Viollet-le-Duc, il est l’un des architectes parisiens les plus prolifiques de son époque. 

## Biographie
Albert-Joseph Sélonier a exercé à Paris de 1895 jusqu'à sa mort.
Disciple de Viollet-le-Duc mais autodidacte étant passé par toutes les étapes de la construction, il a été l'un des architectes les plus prolifiques de son époque, ayant réalisé plus de 200 immeubles dans la capitale (plus de 130 portent encore sa signature), pour la plupart des immeubles de rapport de 5 à 8 étages, ce qui lui a permis de faire fortune avec quelques péripéties. Son œuvre est visible dans tout Paris, notamment dans les 3e, 7e, 11e, 14e, 16e et 17e arrondissements. En 1889, il est entrepreneur de maçonnerie et habite au 155, rue d'Alésia. Son bureau d'architecte était au 31, boulevard (de) Bonne-Nouvelle. Il y a eu de multiples activités et y est décédé. En 1907, il s'est associé à Henri Depussé (1879-1942). D'où l'agence Sélonier et Depussé. Vers 1908, il construit le Palais Cronstadt, aux 10, rue Cronstadt et 50, rue de la Buffa à Nice.
Il s'agit en grande partie d'immeubles d'habitation en pierre de taille de style post-haussmannien, de grand standing et aux détails généreux. Les exceptions sont deux hôtels pour voyageurs, trois ateliers et deux immeubles de bureaux.
Vers 1900, il a fait la promotion de Varengeville-Vasterival.
Une rue de Rayol-Canadel-sur-Mer porte son nom. Il y a vécu et y a construit.
Une photo de lui à son bureau se trouve dans Markovics, 2016, page 16.

## Réalisations

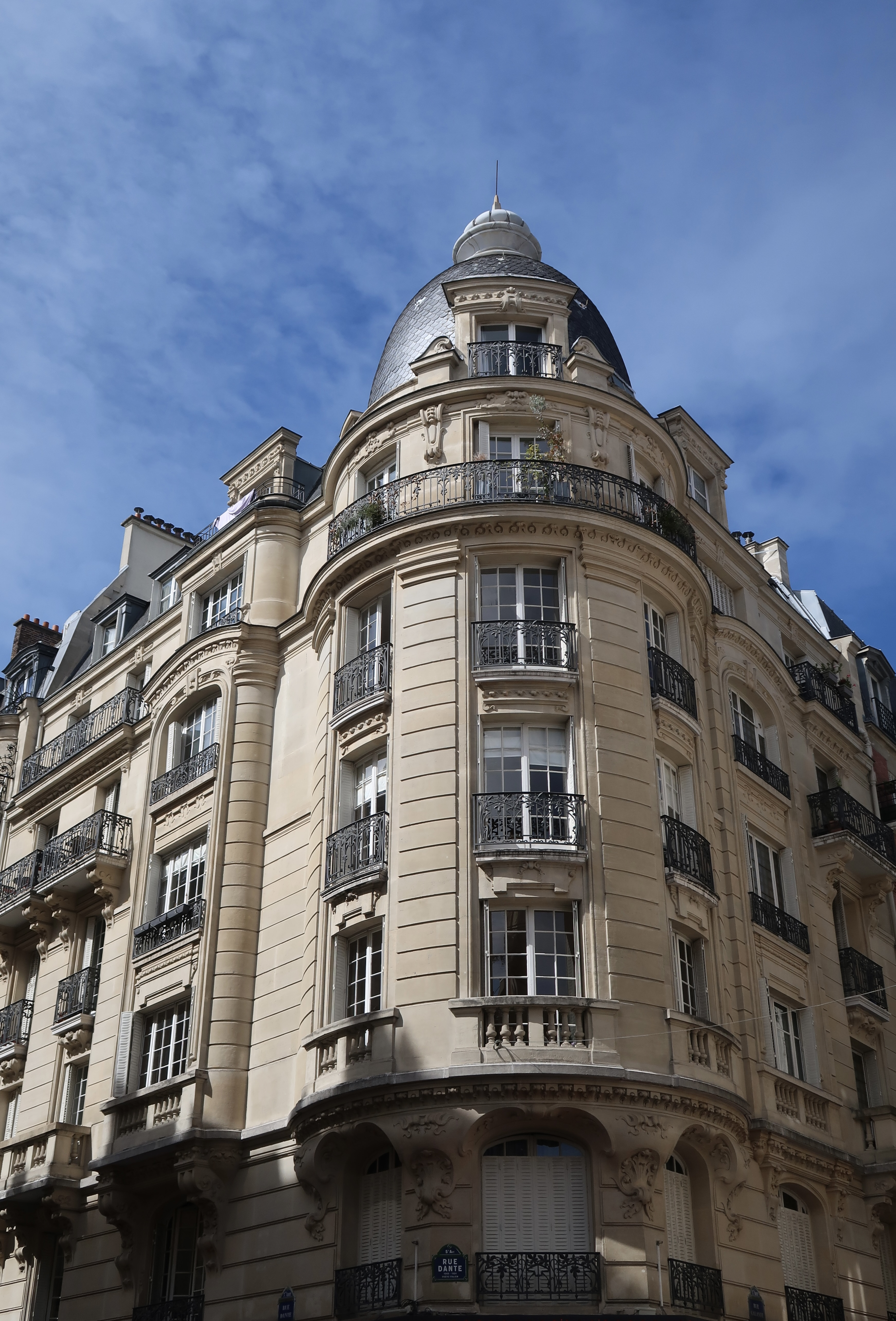
2 rue Dante (Paris).

Hormis Nice, elles sont toutes à Paris, excepté le 18, chaussée de l'Étang à Saint-Mandé (1895), signé avec J Dépagniat entrepreneur, qui se trouve derrière une grille qui est dans l'alignement de celles des immeubles voisins (photo).
On trouve des cariatides engainées au 14, rue de Bretagne et au 43, rue Beaubourg, deux atlantes engainés au coin du 31, avenue Hoche et des 7-9 avenue Bertie-Albrecht ainsi que deux atlantes au 2, rue Dante. Voir ci-dessous.
- Quartier Duroc : immeubles signés au boulevard des Invalides, 7e, n° 59 (1913), au coin de l'avenue Constant-Coquelin, 63 (1911) et 65 (1912), aux coins de l'avenue Daniel-Lesueur[4] ;
- Métro Vavin : immeuble du restaurant Le Dôme, 108, boulevard du Montparnasse, signé, et, à angle aigu, 2, rue Delambre, 14e (1898) ;
- 23 ter, boulevard Berthier, 17e, (1900), signé (en gothique). Pour Albert Raymond Gourron, premier ténor de l'Opéra sous le nom d'Albert Alvarez (1861-1933). Sculpteur non cité. Pendant le chantier, il a dû croiser Xavier Schoellkopf, qui s'occupait en même temps de celui du 23 bis ;
- 43, rue Greneta et, au coin, 14 (visible près du sol), rue Dussoubs (1910). Ateliers en briques et pierre. Grandes fenêtres continues aux étages 1, 2 et 3. Quatrième et dernier étage, en brique différente, moins haut. Non signé. Les numéros 14 à 2 sont, depuis 1994, nommés place Goldoni (photo) pour le bicentenaire du décès du dramaturge en 1793 au 21 (plaque). À l'époque, c'était la rue des Deux-Portes-Saint-Sauveur.
- 31 bis boulevard Saint-Martin, 3e, (1914), signé. L'arrière est le 40, rue Meslay. Le 40 bis, en brique, non signé, devrait être de Sélonier. Légères différences avec ce qui est écrit dans Markovics, 2016, page 509.
- 43, rue Beaubourg[5], au coin du 1 de la rue du Grenier-Saint-Lazare 3e, (1929) avec Henri Depussé, non signé. Bureaux. Légère égyptomanie (voir le 14, rue de Bretagne) ;
- 14, rue de Bretagne et 48, rue Charlot, 3e (1926) avec Henri Depussé. Non signé. Onze fenêtres par étage (bureaux). Égyptomanie (quatre têtes de jeunes femmes) due à la découverte du tombeau de Toutânkhamon en 1922. Plaque concernant la détention temporaire de juifs au moment de la rafle du 16 juillet 1942 ;
- 1, place du Panthéon, 5e (1912), signé. Au coin de la rue Clotilde (non numérotée de ce côté) où se trouve une petite entrée desservant le sous-sol. Huit étages dont deux de mansardes comme au 6, square du Trocadéro. Dix fenêtres par étages dont une de coin, sauf au rez-de-chaussée où elles sont deux ;
- 4, square Alboni, 16e, (en 1913), non signé. Pour le comte de Bellefonds ;
- 33, avenue Rapp, 7e (en 1898)[6], signé. Le coauteur Albert Saint-Blancard, non architecte, n'est pas mentionné. Au coin (n°1) du square Rapp ;
- 11 bis et 15, rue d'Édimbourg, 8e (1899 et 1900), contigus, avec cour, signés. Sélonier évite presque toujours le n°13. Voir boulevard Delessert.
- 279, rue Saint-Honoré, 8e (1905), Trois fene^tres par étage. Signé ;
- 5, rue de Belloy, 16e (en 1902), 3 fenêtres, 5 étages. Signé. Élégant ;
- 73, boulevard de Grenelle (en 1903), signé, au coin de la rue Auguste-Bartholdi ;
- 7, avenue de Camoëns, entrée de service à gauche, signé et daté (1907) au coin du n°14 de la rue Benjamin-Franklin 16e[7] ;
- 11 bis, pour éviter le 13 (1913), au coin de la rue Beethoven qui a deux niveaux inférieurs, 15 (en 1910), 17 (en 1910), boulevard Delessert, 16e, tous contigus, signés. En 1912, Paul Doumer (1857-1932) habitait au 15[8] ;
- 19-19 bis, boulevard Delessert , 1912, non signés. Immeubles symétriques de neuf étages (seule exception). Appartements de 220-240 m2. Le plan d'origine[9] n'a pas été suivi à partir du huitième étage où commencent les mansardes. Terrasses ;
- 3 , 5, 6 et 4, square du Trocadéro, 16e forment un ensemble de 25 fenêtres signé et daté (1915 et 1916) sauf le 5. Le 6 (de face) possède 8 étages ;
- 2 (l'entrée, signée, est au 65, avenue Victor-Hugo), 3, 4, 5, 7 (plaque) et 8, rue Georges-Ville, 16e (1901, 1902, 1902, 1905, 1911, 1914). Les n°4, 7 et 8 sont signés[10]. En 1904, le n°67 n'est qu'un rez-de-chaussée[11] ;
- 53, rue Rodier, 9e (1904), signé. Pierre claire. Le 53 bis, sorte de jumeau, non signé, est vraisemblablement de lui alors que Markovics mentionne le 55.
- 117-119, rue du Faubourg-Poissonnière, 9e (1906). Ateliers en briques différentes sur deux niveaux. Ensemble non signé. Actuel collège Alphonse-de-Lamartine. Le lycée Lamartine, contigu, installé en 1893, est au 121.
- 1, au coin de la rue de Passy (dont le numéro, 44, ne se voit que rue Massenet), 3, D de Folleville sculpteur, 17 et 19, rue Massenet, d'un seul tenant (tous en 1903 et signés), 21, signé en 1905, au coin de la rue Vital, avant le n°33, 16e.
- 27, avenue Kléber, 16e. Signé. 1909. 4 fenêtres par étage. Deux entrées métalliques semblables plus une de garage. On voit le sous-sol. Verrière et belle fene^tre au dernier étage. Réhabilité en 1984.
- 43, boulevard Lannes, 16e (1905), signé. Les 8 fenêtres par étage sont toutes arrondies. Sculpteur non mentionné ;
- 34 et 36 rue de Lübeck, 16e, signés ;
- Hôtel Vernet, 25 rue Vernet, 8e (1910), signé. Quatre colonnes au centre du quatrième étage (sur six). Beaucoup d'allure. La salle de restaurant est plafonnée par une exceptionnelle verrière de Louis Charles Marie (?) Champigneulle et Gustave Eiffel, réhabilitée vers 2017[réf. nécessaire] (renseignement pris sur place en 2023).
- 11 bis, boulevard Jules-Sandeau, 16e (1909), signé ;
- 2, rue Dante, 5e (1902), signé par lui et D. de Folls (sculpteur), au coin de la rue Galande, où se trouve un vitrail au deuxième étage ;
- 2, avenue Ingres, 16e (1903), signé, entrée de service au 38, avenue Raphaël. Pierre blanche. Auparavant, villa de Rossini (détruite) ;
- 3, avenue Alphand, 16e (1905), à angle obtus, 11 à 13 fenêtres par étage, signé ;
- 34 bis-34 avenue (ex rue) de l'Observatoire, 14e (1896), au coin du 57, avenue Denfert-Rochereau, signé. Au 34, haute porte incluant le premier étage et plaque en souvenir de Jean Cavaillès (1903-1944), dont c'est la dernière et courte cache jusqu'en janvier 1944, mois de son arrestation. 36, avenue de l'Observatoire (1903) et 59, avenue Denfert-Rochereau, signé ;
- 19, rue Campagne-Première, 14e (1898), signé ;
- 202, boulevard Raspail, 6e (1908), une seule fenêtre par étage, et 1, rue Delambre, signé ;
- 204, boulevard Raspail, 14e (1898), signé. Les archives Stiassnie indiquent qu'Albert Saint-Blancard est aussi l'architecte, diplôme qu'il n'a pas ;
- 223, boulevard Raspail, 14e (1901), 2 fenêtres par étage, signé ;
- 234, boulevard Raspail, 14e (1898), signé (à gauche, entrée de service, actuel cabinet médical) et (1) boulevard Edgar-Quinet. Le 1 n'est pas mentionné. 7 étages, 3 + 4 fenêtres. Restaurant et commerce. Le boulevard commence au 1 bis ;
- 1 bis, et non 3, boulevard Edgar-Quinet et rue Émile-Richard, non numérotée ici, 14e (1909), 7 étages, 3 + 1 + 4 fenêtres. Non signé. Marbrerie funéraire au 1 bis, au coin et rue Émile-Richard, mentionnant les quatre sergents de La Rochelle (1822). Le 1 bis est suivi de l'une des deux parties du cimetière du Montparnasse[12] ;
- 154-156, boulevard du Montparnasse, 14e, (1901), non signé. Au coin de la rue Boissonade, où se trouve l'entrée ;
- 3 ter (avec, au-dessus, mention du 7, ancien numéro), rue d'Alésia, 14e, (1902). Sobre. Signé.
- 1, rue Georges-Saché, 14e (1909) à angle aigu avec un immeuble moderne de la rue de la Sablière (18, non écrit). Brique et pierre. Six étages et sept fenêtres. Sept mansardes. Non signé ;
- 105, quai Branly (actuel quai Jacques-Chirac) et, à angle obtus, 1, boulevard de Grenelle, 15e (1899 puis 1902). Non signé.
- 3, avenue Daniel-Lesueur, 7e (1911), signé ;
- 42, avenue Charles-Floquet, 7e (1911), signé ;
- 3 (1913), 4 (1912), 7, 9 et 11 (tous en 1913), avenue Constant-Coquelin, 7e, tous signés ;
- 7, rue Villaret-de-Joyeuse, 17e (1907), signé, Louis Lavy sculpteur, au coin du square éponyme ;
- 3 (1911), 7 (1913) et 8-6 (1911) rue du Colonel-Moll, 17e, tous signés ;
- 13, rue Denis-Poisson, place Saint-Ferdinand et 37, rue Saint-Ferdinand, où une plaque honore Louis Vierne (1870-1937), 17e (1898). 5 étages et 6 + 4 + 6 fenêtres. Non signés. C'est la seule fois qu'il y a un n°13.
- 10, avenue du Général-Leclerc, ancienne avenue d'Orléans, 14e, (1909). Signé. Boucher entrepreneur. Seulement 2 fenêtres par étage ;
- 16, avenue du Général-Leclerc, 14e. (1909). Signé. Immeuble de 2 étages et places de voitures dans la cour (porte cochère)[13] ;
- 91, avenue du Général-Leclerc, 14e, (1897), signé. Au coin du 23, rue Alphonse Daudet ;
- 116, avenue du Général-Leclerc, 14e, (1907). Remplacé ;
- 118, avenue du Général-Leclerc, 14e, (1900), signé. La pianiste France Clidat y a vécu de 1935 à 2012. Plaque ;
- 3, 12 et 18, rue Alphonse-Daudet 14e. Tous de 1898 et signés ;
- 8, 10, 12, 14, rue du Lunain, 14e. Tous de 1905 et signés. En 1907-1913  Victor (qui enseignait à Rennes) et Hélène Basch habitent au 10. Ils vont ensuite au 8, rue Huysmans ;
- 5 (1902), 6 (1901), 7 (1915), 9 (1905) et 11 (19..), rue Marguerin, 14e. Tous signés[14] ;
- 2, rue Leneveux, 14e et rue Marguerin, signé en grands caractères ;
- 5 (1898), avec immeuble dans la cour, et 10 (1900), rue Leneveux, 14e. Signés ;
- 4 (1901), 6 (1905), 8 D de Folleville sculpteur (1905), 11 (1907), 11 bis, rue Adolphe-Focillon, 14e. Tous signés. Voir les photos dans l'article d'Alexis Markovics mentionné plus haut. Jules Hector Despois de Folleville (1848-1929) a collaboré avec Albert Sélonier au 202, boulevard Raspail, au 73, boulevard de Grenelle, au 45, rue Oberkampf, au 3, rue Massenet, au 39, avenue de Saint-Mandé, au coin du 26, rue des Renaudes et (du 43) de la rue Poncelet et au 53 bis, boulevard de Picpus.
- 9, rue Dupont-des-Loges, 7e (1899), signé SELONIER (sans l'initiale de son premier prénom). Pour le ténor Alvarez (voir au 23 ter boulevard Berthier). L'organiste, compositeur et architecte Jean-Jacques Grunenwald y a vécu ;
- 31, avenue Hoche, 8e (1909), au coin des 7-9, avenue Bertie-Albrecht qui en font partie. À angle aigu. Signé ;
- 82 (1919) et 86 (1913), rue de Sèvres, 7e, signés. À la place de l'ancien couvent des Oiseaux. L'entrée était au 84.
- 14, rue Théodore-de-Banville, 17e (1911), signé ;
- 6, rue Titon, 11e (1899 puis 1906?), non signé. À gauche, la double porte mène dans la cour aux ateliers de six étages en brique de la maison de fabrication de meubles Haentges Frères, active jusqu'en 1994. À droite, entrée, par un double porte analogue, de l'immeuble de six étages et quatre fenêtres[15] ;
- 77, boulevard de Charonne, 11e (1900). Remplacé par un immeuble numéroté 75 ;
- 45, rue Oberkampf, 11e (1909), signé, D de Folleville sculpteur ;
- 26, rue Amelot, 11e (1907), non signé, au coin de la rue du Chemin-Vert. Détruit à la suite de l'incendie du 15? août 1951 de produits pharmaceutiques déposés au 24. La mauvaise odeur a persisté de nombreuses semaines. Remplacé.
- 113, boulevard Soult, 12e (1896), signé. Au coin du 2, rue du Niger[16] ;
- 106, avenue de Saint-Mandé, 12e (1896), haute porte incluant le premier étage, signé avec J. Mignaton entrepreneur. Au coin du 115, boulevard Soult ;
- 104, avenue de Saint-Mandé, 12e (1897), signé ;
- 1, rue du Niger, 12e (1898), 5 étages en brique rouge. Non signé ;
- 25, avenue du Bel-Air, 12e (1899), signé SELONNIER ;
- 3, rue Parrot, 12e (1899), non signé. Hôtel Mercure (nommé Gare de Lyon - Opéra Bastille) depuis 2020. 6 étages, 6 fenêtres arrondies par étage, 6 mansardes au sixième.
- 53, boulevard de Picpus, 12e (1900). Belle double porte en bois. Signé ;
- 53 bis, boulevard de Picpus, 12e (1903), signé avec D de Folleville sculpteur ;
- 56, cours de Vincennes, 12e (1904), signé. 4 têtes d'hommes en façade. Au coin de la cour fermée des 58-56 ;
- 3, rue du Niger, 12e (1900) ? ;
- 39, avenue de Saint-Mandé, 12e (1903), signé avec D de Folleville sculpteur ;
- 16, (1907), signé en cursive, 18, rue Taine (en pente montante), 12e (1906?) non signé ;
- 20, (1906?), non signé, 24, rue Taine (1911?), non signé. D'un grand ensemble, 16 inclus, comprenant six étages, 24 exclu, quatre fenêtres, des immeubles sur cour en brique et des commerces. Seul le 24 a des mansardes au septième étage. Le 22, aussi à mansardes, n'est pas de lui[17] ;
- 98, boulevard Auguste-Blanqui, 13e (1914), signé A SELONIER. Sous-sol, sept étages, quatre fenêtres. Balcon filant au sixième. Six mansardes. Deux commerces ;
- 45-47, avenue Félix-Faure, 15e (1911), signés, commerces, aux coins à une fenêtre, du 2, rue Houdart de Lamotte et de la rue François-Coppée avant le 1. D'un ensemble de quatre immeubles à doubles portes métalliques de sept étages de lui comportant 32 à 33 fenêtres. Voir ci-dessous[18] ;
- 1, rue François-Coppée, 15e et (8 non mentionné) rue de Plélo (1910). Une à deux fenêtres au coin. Non signé. Voir ci-dessus et ci-dessous ;
- 4, rue Houdart-de-Lamotte, 15e et 6, rue de Plélo (1912). En brique beige. Non signé. Une fenêtre au coin. Quatrième et dernier immeuble ;
- 59-61, rue Blomet, 15e. Non signé. Remplacé en 1994.
- 141-143, 145-147, avenue Félix-Faure, 3, place Balard, 87, rue Leblanc, 10-8, rue Bouilloux-Lafont, 6-4-2, rue Bouilloux-Lafont (ordre de parcours). 15e. Immeubles de six étages avec ou sans mansardes. La base est un pentagone. Il y a cinquante-cinq fenêtres par étage. Construit en 1909, 1911 ou 1913. Aucune signature ;
- 139, avenue Félix-Faure, au coin du 1, 3, 5, 7, puis à angle droit, 9, 11, 15, 17, rue Bouilloux-Lafont et 93, rue Leblanc. 15e. Huit immeubles, analogues aux précédents, soit quarante-et-une fenêtres par étage. 1910, 1911 et 1913. Sélonier supprime le n° 13, sans compensation par le 11 bis (voir boulevard Delessert). Anonymes ;
- 4 et 6, rue Eugène-Labiche, 16e (1905), signé ;
- 10, rue Octave-Feuillet, 16e (1908), signé ;
- 3, rue Édouard-Fournier, 16e (1911), signé[19] ;
- 2, rue du Conseiller-Collignon et 1, rue Maspero (rues « parallèles »), 16e (1924-1925), 4 étages, signé avec H Depussé ;
- 5, rue de Franqueville 16e (1925), pierre blanche, signé avec H Depussé ;
- 8, rue Alfred-Bruneau, 16e (1914), signé ;
- 10, rue Alfred-Bruneau, entrée de service, au coin du 17, avenue du Colonel-Bonnet (avec entrée de service) où se trouve la signature, 16e (1914) ;
- 126, avenue Mozart, 16e (1908), signé, au coin du 2, rue du Capitaine-Olchanski ;
- 4, rue du Capitaine-Olchanski, 16e (1910), signé ;
- 6, rue du Capitaine-Olchanski, 16e (1910), non signé. Au coin, à angle obtus, du 4, rue de la Mission-Marchand ;.
- 128, avenue Mozart, 16e (1908), signé, au coin du 1, rue du Capitaine-Olchanski ;
- 3, rue du Capitaine-Olchanski, 16e (1907), non signé, au coin, à angle aigu, de la rue de la Mission-Marchand et partiellement au coin à angle obtus du 28, rue Pierre-Guérin ;
- 161, avenue Victor-Hugo, 16e (1910), avec entrée de service. Signé. Au coin du square Thiers dont le n°2 n'est pas mentionné ;
- Les 4, 6 et 8 du square Thiers, 16e (1910) sont tous signés. L'entrepreneur est P Bourseau. Les 4 et 6 ont une entrée de service.
- 5, square Thiers, 16e (1910), avec entrée de service. Signé. P Bourseau entrepreneur ;
- 146-148, rue de Courcelles, 17e (immeuble de 1902). Signé. Porte cochère au-dessus de laquelle « 148 Courcelles »  est inscrit en grand. Immeuble moderne dans la cour sans possibilité de se garer ;
- 14 et 16, rue Théodule-Ribot, 17e (1904). Signés. Entrées de service. Cour en contrebas ;
- 26, rue des Renaudes, signé, Pariset entrepreneur. Au coin (du 43) de la rue Poncelet, où est mentionné HD de Folleville, sculpteur, 17e (1908) ;
- 12, rue Alfred-Roll, 17e (1919). Hôtel particulier de deux étages. Trois portes arrondies métalliques dont deux d'entrée. Signé. Sculpteur non cité ;
- 27-27 bis, rue de La Jonquière, 17e (1912). Immeuble de 7 étages à 5 fenêtres non signé. Grande porte cochère sans possibilité de se garer ; clinique dans la cour ;
- 10, rue Caulaincourt, 18e (1895). Six étages à quatre fenêtres. Non signé ;
- 15, rue Joseph-de-Maistre, 18e (1899). Brique rose. Non signé. Les trois étages à l'arrière (1900?) sont visibles de la rue ;
- 17, rue Joseph-de-Maistre, 18e (1901). Détruit. À côté du 15, une porte, numérotée 17, est suivie, dans la rue, d'un espace (suivi en 1991 d'un immeuble de bureaux au 17 bis) qui permet de voir les trois étages de la cour du 15 ;
- 5, rue André-Antoine, 18e (1902). Pas de trace ;
- 6, rue Jean-Dollfus, 18e (1903). Projet non réalisé puis effectué. Six étages et quatre fenêtres. La double porte n'est pas du niveau habituel. Non signé ;.
- 69 bis, rue Damrémont, 18e (1904). Six étages et trois fenêtres. Pas d'ascenseur. Commerces. Non signé ;
- 69 ter, rue Damrémont, 18e (1908). Analogue au 69 bis. Non signé ;
- 57, rue Letort, 18e (1906). Six étages et trois fenêtres. Non signé ;
- 30-28, rue Cavendish, 19e (1901). Six étages avec quatre et trois fenêtres. Brique rouge différente au 30 et au 28. Entrée par le 30-28. Parking dans l'immeuble à droite. Non signé ;
- 11, rue Armand-Carrel, 19e (1904). Six étages et six fenetres. Non signé ;
- 79, rue Manin, 19e (1909). Pierre blanche puis brique. Six étages et six fenetres. Double porte verte. Monogramme A et B entrelacé(e)s au fronton. Non signé ;
- 13 et 15, rue d'Hautpoul, 19e (1911). La pente de la rue permet un nombre d'étages différent. Non signé ;
- 17, rue des Fêtes et 48 bis, rue des Solitaires, 19e (1911). Cinq étages en brique beige clair avec six + une + cinq fenêtres. En haut, fenêtres et mansardes alternent. Au coin : café bar L'Arc en ciel. Non signé ;
- 140, boulevard de la Villette, 19e (1917). Remplacé ;
- 57, rue des Maraîchers, 20e (1893). C'est le premier immeuble de Sélonier. Remplacé. Le plus ancien subsistant est celui du 10, rue Caulaincourt (1895) ;
- 15-17, rue de la Cour-des-Noues, 20e (1901). Remplacé ;
- 1, rue Boyer, au coin du 42, rue de la Bidassoa (en pente descendante), 20e (1903), qui comporte sept et six étages. Pierre ordinaire. Café bar au coin à une fenêtre par étage. L'ensemble a un balcon filant de quinze fenêtres au cinquième étage. Non signé ;
- 35, rue du Retrait, 20e (1905). Pierre simple. Cinq étages et sept fenêtres. Non signé.

Projets prévus, parfois réalisés :
- 29-31, boulevard Beaumarchais au coin du 1, rue du Pas-de-la-Mule, 4e (1908). Non réalisé.
- 84, 86 et 88, rue de Sèvres, 7e (les trois en 1910). Non réalisés. Les 86 (1915) et 82 (1919) l'ont finalement été.
- 9-10 (?) et 12, avenue Daniel-Lesueur, 7e (1910, 1910 et 1914). Non réalisés. Voir plus haut (numéros 2 et 1).
- 31 bis, avenue Hoche, 8e. Construit en 1908. Remplacé. Le 31, avenue Hoche (voir plus haut) est de 1909.
- 77, boulevard de Charonne, 11e (1900). Remplacé par les 75 et 77.
- 11, rue Godefroy-Cavaignac, 11e (1901). Non identifié.
- 13, rue Faidherbe, 11e (1906 puis 1907). Non réalisé.
- 9 bis, rue Neuve-des-Boulets, 11e (1910). Détruit.
- 17, avenue du Bel-Air, 12e (1898). Non réalisé. Voir plus haut le 25.
- 12, rue Michel-Chasles, 12e (1901). Non réalisé.
- 201, rue Michel-Bizot, 12e (1905) ?
- 237 (?) rue de Bercy, 12e (1905). Doute sur l'adresse.
- 22, rue Taine, 12e (1906). Non réalisé.
- 242, rue du Faubourg-Saint-Antoine, 12e (1907). Démoli.
- 27, avenue du Général-Leclerc, 14e (1898). Non identifié.
- 37, rue Friant, 14e (1899). Il n'y a que 35 numéros dont aucun n'a le style de Sélonier.
- 118 bis, avenue du Général-Leclerc, 14e (1899) ? Voir le 118.
- 135, boulevard Brune, 14e (1902), au coin du 78, rue des Plantes. L'immeuble actuel n'est pas de lui.
- 86 présumé, rue de la Fédération et avenue de Suffren, 15e (1900). Remplacé.
- 59-63, rue Balard, 9, passage Vignon et impasse Vignon, 15e, (1911). Supprimés en 1917, le passage et l'impasse reliaient les rues Balard et Saint-Charles. Non réalisé.
- 44 et 46, rue de la Tour, 16e (1907). Au 44, long couloir à l'air libre où devait se trouver un garage. Ancien pavillon en bois où étaient installés des locaux de l'EHESS. Remplacé vers 2000 par un immeuble de trois et quatre étages. Sinon le garage était au 46. Aux 46-50, immeuble de dix étages des années 1960. Derrière : immeuble de quatre étages parallèle au couloir.
- Rue Raynouard et rue Singer, 16e (1910). Actuels numéros 66-68, mais non numérotés, rue Raynouard, qui remplacent partiellement le pensionnat des Frères de Passy[21]. Non identifié par Markovics. Il s'agit du 2 avenue du Colonel Bonnet, de la rue Raynouard (66) et du 1 rue Singer, avec, au pan coupé, l'hommage à Benjamin Franklin qui y a créé le paratonnerre.
- (13) rue Singer, (12) rue Alfred-Bruneau (avenue Saint-Philibert jusqu'en 1938) et 18, avenue du Colonel-Bonnet (ancienne avenue Mercédès). Donne sur la place Chopin, 16e (1910). Pierre blanche. Non signé. C'est presque son style habituel. Non identifié pour Markovics.
- 5, rue Alfred-Bruneau, 16e (1910). Remplacé[22].
- 17-19, avenue du Colonel-Bonnet et 3-5, rue Alfred-Bruneau, 16e (1912). Non réalisé. Il n'y a pas de 19.
- 30, rue Belgrand, 20e (1910). Non réalisé[23] ?
- 22, rue des Ormeaux, 20e (1911). Démoli[24].
- 63, rue Ordener et 50, rue Marcadet, 18e (1903)[25]. Plus vraisemblablement rue Ordener, (27, rue Ernestine) et 52, rue Marcadet (deux immeubles différents, non alignés, non signés).
- 153, rue des Partants et rue Villiers-de-L'Isle-Adam[26], 20e. (1905). Non localisé.